# 回声音乐奖
回声音乐奖（ECHO，德語發音：[ˈɛço]）是一项由联邦音乐产业协会和德国唱片学院主办的年度音乐奖项，表彰音乐产业中的卓越表现者。首届回声音乐奖于1992年颁发，其前身是始于1963年的德国唱片大奖。该奖项长期以上一年的唱片销量来决定获奖者。在2018年4月一支有争议的音乐组合获奖后，回声音乐奖受到批评，随后联邦音乐产业协会宣布取消该奖项。
起初，回声音乐奖涵盖流行、古典、爵士等各类音乐，自1994年起，回声音乐古典奖（ECHO Klassik）独立举行颁奖仪式并设置多个具体奖项，2010年起又独立设置了回声音乐爵士乐奖（ECHO Jazz）。

## 回声音乐流行奖

### 颁奖地点
| 颁奖时间      | 城市     | 场馆                             | 主持人                                                         | 电视转播     |
| ------------- | -------- | -------------------------------- | -------------------------------------------------------------- | ------------ |
| 1992年5月18日 | 科隆     | 弗洛拉植物园                     | 克里斯蒂安·巴克尔                                              | （无）       |
| 1993年3月15日 | 柏林     | 柏林冬季花园剧院                 | 苏珊·平戈尔（Susann Pingel）                                   | （无）       |
| 1994年3月8日  | 法兰克福 | 法兰克福旧歌剧院                 | 弗里茨·埃格纳                                                  | （无）       |
| 1995年2月14日 | 慕尼黑   | Bavaria Film- und Fernsehstudios | 赖因霍尔德·贝克曼                                              | （无）       |
| 1996年2月23日 | 汉堡     | 汉堡会议中心                     | 托马斯·奥尔纳                                                  | （无）       |
| 1997年3月6日  | 汉堡     | 汉堡会议中心                     | 阿克塞尔·布尔特豪普特                                          | （无）       |
| 1998年3月5日  | 汉堡     | 汉堡会议中心                     | 阿克塞尔·布尔特豪普特                                          | 德国电视一台 |
| 1999年3月5日  | 汉堡     | 汉堡会议中心                     | 金·菲舍尔（Kim Fisher）                                        | 德国电视一台 |
| 2000年3月9日  | 汉堡     | 汉堡会议中心                     | 金·菲舍尔（Kim Fisher）                                        | 德国电视一台 |
| 2001年3月15日 | 柏林     | 柏林国际会议中心                 | 弗劳克·卢多维格（Frauke Ludowig）                              | RTL          |
| 2002年3月7日  | 柏林     | 柏林国际会议中心                 | 弗劳克·卢多维格                                                | RTL          |
| 2003年3月15日 | 柏林     | 柏林国际会议中心                 | 弗劳克·卢多维格，奥利弗·盖森                                   | RTL          |
| 2004年3月6日  | 柏林     | 柏林国际会议中心                 | 奥利弗·盖森                                                    | RTL          |
| 2005年4月2日  | 柏林     | 埃斯特雷尔会议中心               | 伊芳·卡特菲，奥利弗·盖森                                       | RTL          |
| 2006年3月12日 | 柏林     | 埃斯特雷尔会议中心               | 米歇尔·亨齐克，奥利弗·盖森                                     | RTL          |
| 2007年3月25日 | 柏林     | Palais am Berliner Funkturm      | 伊冯娜·卡特费尔德（Yvonne Catterfeld），奥利弗·盖森            | RTL          |
| 2008年2月15日 | 柏林     | 柏林国际会议中心                 | 纳桑·埃克斯，奥利弗·盖森                                       | RTL          |
| 2009年2月21日 | 柏林     | O2世界                           | 芭芭拉-舍内博格，奥利弗·波赫尔                                 | 德国电视一台 |
| 2010年3月4日  | 柏林     | Palais am Berliner Funkturm      | 扎比内·海因里希，马蒂亚斯-奥普登霍维尔（Matthias Opdenhövel）  | 德国电视一台 |
| 2011年3月24日 | 柏林     | Palais am Berliner Funkturm      | 伊娜·米勒（Ina Müller），约科·温特沙伊特（Joko Winterscheidt） | 德国电视一台 |
| 2012年3月22日 | 柏林     | Palais am Berliner Funkturm      | 伊娜·米勒，芭芭拉-舍内博格                                     | 德国电视一台 |
| 2013年3月21日 | 柏林     | Palais am Berliner Funkturm      | 海伦娜·菲舍尔                                                  | 德国电视一台 |
| 2014年3月27日 | 柏林     | 柏林会展中心                     | 海伦娜·菲舍尔                                                  | 德国电视一台 |
| 2015年3月26日 | 柏林     | 柏林会展中心                     | 芭芭拉-舍内博格                                                | 德国电视一台 |
| 2016年4月7日  | 柏林     | 柏林会展中心                     |                                                                | 德国电视一台 |
| 2017年4月6日  | 柏林     | 柏林会展中心                     | 沙维尔·奈杜，Sasha                                             | VOX          |
| 2018年4月12日 | 柏林     | 柏林会展中心                     |                                                                | VOX          |

### 获奖者
最佳国内摇滚/流行男艺人
- 1992 Herbert Grönemeyer（德语：Herbert Grönemeyer）
- 1993 Marius Müller-Westernhagen
- 1994 Herbert Grönemeyer（德语：Herbert Grönemeyer）
- 1995 Marius Müller-Westernhagen
- 1996 Marko Albrecht
- 1997 Peter Maffay
- 1998 Nana
- 1999 Marius Müller-Westernhagen
- 2000 Xavier Naidoo（德语：Xavier Naidoo）
- 2001 Ayman（德语：Ayman）
- 2002 Peter Maffay
- 2003 Herbert Grönemeyer（德语：Herbert Grönemeyer）
- 2004 Sascha Schmitz
- 2005 Gentleman（英语：Gentleman (musician)）
- 2006 Xavier Naidoo
- 2007 罗杰·自茨乐
- 2008 Herbert Grönemeyer（德语：Herbert Grönemeyer）
- 2009 林悟道
- 2010 Xavier Naidoo（德语：Xavier Naidoo）
- 2011 David Garrett
- 2012 林悟道

最佳国内摇滚/流行女艺人
- 1992 Pe Werner
- 1993 Sandra（英语：Sandra (singer)）
- 1994 多柔
- 1995 Marusha
- 1996 Sabrina Setlur
- 1997 Jasmin Wagner
- 1998 Sabrina Setlur
- 1999 Jasmin Wagner
- 2000 Sabrina Setlur
- 2001 珍妮特·貝德曼
- 2002 莎拉·蔻娜
- 2003 妮娜
- 2004 伊芳·卡特菲
- 2005 安耐特·露易珊
- 2006 克莉絲蒂娜·施蒂默爾
- 2007 LaFee
- 2008 LaFee
- 2009 Stefanie Heinzmann
- 2010 Cassandra Steen
- 2011 萊娜·邁爾-蘭德魯特
- 2012 Ina Müller

最佳国际摇滚/流行男艺人
- 1992 菲爾·柯林斯
- 1993 迈克尔·杰克逊
- 1994 肉卷
- 1995 布莱恩·亚当斯
- 1996 范吉利斯
- 1997 艾羅斯·拉瑪佐第
- 1998 瓊·邦·喬飛
- 1999 艾羅斯·拉瑪佐第
- 2000 瑞奇·馬丁
- 2001 卡洛斯·山塔那
- 2002 罗比·威廉斯
- 2003 罗比·威廉斯
- 2004 罗比·威廉斯
- 2005 罗比·威廉斯
- 2006 罗比·威廉斯
- 2007 罗比·威廉斯
- 2008 詹姆仕·布朗特
- 2009 保羅·波茨
- 2010 罗比·威廉斯
- 2011 菲爾·柯林斯
- 2012 布鲁诺·马尔斯
- 2013 罗比·威廉斯

最佳国际摇滚/流行女艺人
- 1992 雪兒
- 1993 安妮·蓝妮克丝
- 1994 邦妮·泰勒
- 1995 瑪麗亞·凱莉
- 1996 麥當娜
- 1997 艾拉妮絲·莫莉塞特
- 1998 唐妮·布蕾斯顿
- 1999 席琳·狄翁
- 2000 雪兒
- 2001 布蘭妮·斯皮爾斯
- 2002 蒂朵
- 2003 夏奇拉
- 2004 仙妮亞·唐恩
- 2005 安娜塔西亚
- 2006 麥當娜
- 2007 凱特·瑪露
- 2008 妮莉·費塔朵
- 2009 艾米·怀恩豪斯
- 2010 Lady Gaga
- 2011 艾米·麦克唐纳
- 2012 愛黛兒
- 2013 拉娜·德雷

最佳国内摇滚/流行组合
- 1992 蝎子乐队
- 1993 王子樂隊
- 1994 死褲子樂隊
- 1995 普爾樂隊
- 1996 普爾樂隊
- 1997 死褲子樂隊
- 1998 Tic Tac Toe（德语：Tic Tac Toe (Band)）
- 1999 Modern Talking
- 2000 Die Fantastischen Vier（德语：Die Fantastischen Vier）
- 2001 普爾樂隊
- 2002 No Angels（德语：No Angels）
- 2003 死褲子樂隊
- 2004 普爾樂隊
- 2005 Söhne Mannheims（德语：Söhne Mannheims）
- 2006 Wir sind Helden（德语：Wir sind Helden）
- 2007 Rosenstolz（德语：Rosenstolz）
- 2008 Die Fantastischen Vier（德语：Die Fantastischen Vier）
- 2009 Ich + Ich（德语：Ich + Ich）
- 2010 銀月
- 2011 Ich + Ich（德语：Ich + Ich）
- 2012 Rosenstolz（德语：Rosenstolz）

最佳国际摇滚/流行组合
- 1992 皇后乐队
- 1993 創世紀樂團
- 1994 爱司基地
- 1995 平克·弗洛伊德
- 1996 The Kelly Family
- 1997 难民营乐队
- 1998 後街男孩
- 1999 Lighthouse Family
- 2000 遠景俱樂部、Ry Cooder
- 2001 邦喬飛
- 2002 聯合公園
- 2003 嗆辣紅椒
- 2004 伊凡塞斯
- 2005 年輕歲月
- 2006 酷玩樂團
- 2007 小野貓
- 2008 夜愿
- 2009 酷玩樂團
- 2010 流行尖端
- 2011 接招
- 2012 酷玩樂團
- 2013 蒙福之子樂團

年度单曲
- 2005 歐龍《Dragostea din tei》
- 2006 麥當娜《心神不宁》
- 2007 銀月《Das Beste》
- 2008 DJ Ötzi feat. Nik P.《Ein Stern (...der deinen Namen trägt)》
- 2009 摇滚小子《All Summer Long》
- 2010 Lady Gaga《撲克臉》
- 2011 伊瑟瑞·卡瑪卡威烏歐爾《彩虹之上》
- 2012 高堤耶 feat. Kimbra《熟悉的陌生人》

年度单曲（国内）
- 1993 Snap!《Rhythm is a Dancer》
- 1994 Haddaway《What is Love》
- 1995 Lucilectric《Mädchen》
- 1996 快嘴約翰《Scatman》
- 1997 安德烈·波伽利、莎拉·布萊曼《告别的时刻》
- 1998 Tic Tac Toe（英语：Tic Tac Toe (band)）《Warum》
- 1999 Oli.P《Flugzeuge im Bauch》
- 2000 Lou Bega《Mambo No. 5》
- 2001 Anton feat. DJ Ötzi《Anton aus Tirol》
- 2002 No Angels《Daylight in Your Eyes》
- 2003 Herbert Grönemeyer《Mensch》
- 2004 Deutschland sucht den Superstar《We Have a Dream》

年度单曲（国际）
- 2001 Rednex《The Spirit of the Hawk》
- 2002 恩雅《Only Time》
- 2003 Las Ketchup《The Ketchup Song (Aserejé)》
- 2004 RZA feat. Xavier Naidoo《Ich kenne nichts》

年度唱片
- 2008 Herbert Grönemeyer《12（英语：12 (Herbert Grönemeyer album)）》
- 2009 艾米·怀恩豪斯《黑色會》
- 2010 皮特·福克斯《Stadtaffe》
- 2011 Unheilig《Große Freiheit（英语：Große Freiheit (album)）》
- 2012 愛黛兒《21》

最佳国内新人
- 1991 Pe Werner
- 1992 Die Fantastischen Vier
- 1993 Illegal 2001（德语：Illegal 2001）
- 1994 Six Was Nine
- 1996 Fettes Brot
- 1997 傻瓜花園
- 1998 Nana
- 1999 Xavier Naidoo
- 2000 Sascha Schmitz
- 2001 Ayman（德语：Ayman (singer)）
- 2002 Seeed
- 2003 Wonderwall（英语：Wonderwall (band)）
- 2004 Wir sind Helden
- 2005 銀月
- 2006 東京飯店酷兒
- 2007 LaFee
- 2008 馬克·米洛克
- 2009 Thomas Godoj
- 2010 The Baseballs
- 2011 萊娜·邁爾-蘭德魯特
- 2012 Tim Bendzko

最佳国际新人
- 1996 艾拉妮絲·莫莉塞特
- 1997 辣妹合唱團
- 1998 Hanson（英语：Hanson (band)）
- 1999 Eagle-Eye Cherry
- 2000 Bloodhound Gang
- 2001 安娜塔西亚
- 2002 艾莉西亚·凯斯
- 2003 艾薇兒·拉維尼
- 2004 雷斯魔
- 2005 凱特·瑪露
- 2006 詹姆仕·布朗特
- 2007 Billy Talent
- 2008 米卡
- 2009 艾米·麦克唐纳
- 2010 Lady Gaga
- 2011 傷痛樂團
- 2012 Caro Emerald
- 2013 拉娜·德雷

荣誉奖项
- 1991 林悟道
- 1992 Reinhard Mey
- 1993 乌多·尤尔根斯
- 1994 詹姆斯·拉斯特
- 1996 Klaus Doldinger
- 1997 Frank Farian
- 1998 Comedian Harmonists
- 1999 法爾可
- 2000 Hildegard Knef
- 2001 Fritz Rau
- 2002 Caterina Valente
- 2003 罐头乐队
- 2004 Howard Carpendale
- 2005 Michael Kunze
- 2006 Peter Kraus
- 2007 Ralph Siegel
- 2008 Rolf Zuckowski
- 2009 蝎子乐队
- 2010 Peter Maffay
- 2011 Annette Humpe
- 2012 Wolfgang Niedecken

## 回声音乐古典奖
1994年回声音乐古典奖从回声音乐奖中独立出来，在科隆举办了首届颁奖典礼，历年的举办地包括德雷斯顿、多特蒙德、慕尼黑、埃森等城市。

## 回声音乐爵士奖
始于2010年。